# Elisabeth Shue
Pour les articles homonymes, voir Shue.
Elisabeth Shue, née le 6 octobre 1963 à Wilmington, (Delaware), est une actrice américaine.

## Biographie

### Enfance et études
Elisabeth Judson Shue est née le 6 octobre 1963 à Wilmington, dans le Delaware. Sa mère, Anne Harms (née Wells), a été cadre de banque et la vice-présidente de la division « Private Banking » de la Chemical Banking Corporation. Son père, James Shue, est avocat et promoteur immobilier et président de l'International Food and Beverage Corporation. Il a été candidat républicain, une fois, sans succès, pour siéger au Sénat du New Jersey. Son jeune frère, Andrew, est également acteur. Shue a grandi à Bergen dans le comté d'Essex dans le New Jersey. Elle a 9 ans lorsque ses parents divorcent.
Bien que née dans une famille aisée, Elisabeth Shue n'a pas une enfance particulièrement heureuse. Elle parvient néanmoins à apaiser son quotidien en rejoignant le Wellesley College, une école pour filles près de Boston. Elisabeth Shue a également étudié à la Columbia High School, à Maplewood (New Jersey), puis à l'université Harvard, qu'elle quitte peu de temps avant l'obtention de son diplôme pour poursuivre sa carrière d'actrice. Elle est retournée à Harvard pour y terminer ses études en 2000.

### Carrière cinématographique
Durant ses études, elle gagne un peu d'argent de poche en tournant quelques publicités de télévision. En 1984, elle obtient son premier rôle au cinéma, celui de la petite amie de Ralph Macchio dans Karaté Kid (The Karate Kid) ; la même année elle interprète le rôle d'une adolescente, fille de militaires, dans la série Call to Glory (en). Puis elle part à Harvard où elle étudie les sciences politiques.
Elle continue à tourner dans quelques films, dont Cocktail en 1988 aux côtés de Tom Cruise, mais ses rôles de « gentille petite amie » n'augurent pas une grande carrière. En 1989, elle est choisie pour reprendre le rôle de Jennifer, la petite amie de Marty McFly, dans Retour vers le futur 2 en remplacement de Claudia Wells. En 1992, son frère Andrew obtient un rôle important dans la série Melrose Place, éclipsant encore plus sa sœur. Mais elle revient au-devant de l'affiche en 1995 dans le film Leaving Las Vegas grâce au rôle d'une prostituée venant en aide à un alcoolique suicidaire (interprété par Nicolas Cage), rôle qui lui vaut une nomination pour l'Oscar de la meilleure actrice. Ce film de Mike Figgis marquera le tournant de sa carrière.
Elisabeth Shue enchaîne dès lors des films à succès, comme Le Saint (1997), Harry dans tous ses états (1997, sous la direction de Woody Allen), Palmetto (1998) ou L'Homme sans ombre (2000).

### Vie privée

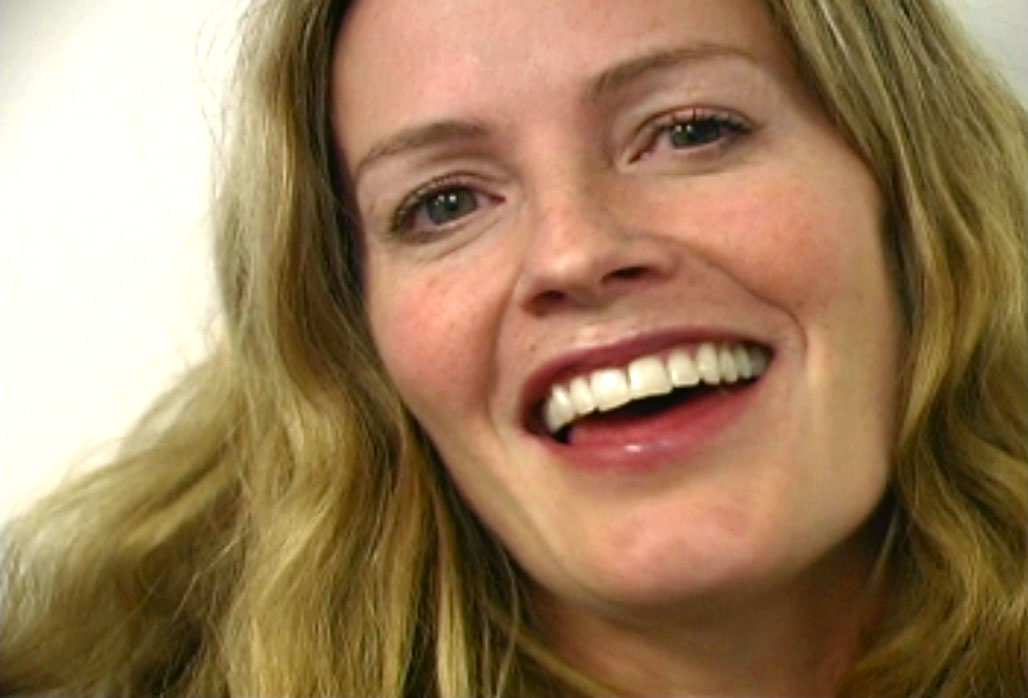
Elisabeth Shue en 2006.

Elle est mariée depuis 1994 avec le réalisateur et producteur Davis Guggenheim. Ils ont trois enfants. Ils ont travaillé ensemble sur le tournage de Gracie en 2007.

## Filmographie

### Cinéma
- 1984 : Karaté Kid (The Karate Kid) de John G. Avildsen : Ali Mills
- 1986 : Link de Richard Franklin : Jane Chase
- 1987 : Nuit de folie (Adventures in Babysitting) de Chris Columbus : Chris Parker
- 1988 : Cocktail de Roger Donaldson : Jordan Mooney
- 1989 : Retour vers le futur 2 (Back to the Future Part II) de Robert Zemeckis : Jennifer Parker / McFly
- 1990 : Retour vers le futur 3 (Back to the Future Part III) de Robert Zemeckis : Jennifer Parker
- 1991 : La Chanteuse et le Milliardaire (The Marrying Man) de Jerry Rees : Adele Horner
- 1991 : La télé lave plus propre (Soapdish) de Michael Hoffman : Lori Craven/Angelique
- 1993 : Drôles de fantômes (Heart and Souls) de Ron Underwood : Anne
- 1993 : Twenty Bucks de Keva Rosenfeld : Emily Adams
- 1994 : Radio Inside (en) de Jeffrey Bell : Natalie
- 1995 : À fleur de peau (Underneath) de Steven Soderbergh : Susan Crenshaw
- 1995 : Leaving Las Vegas de Mike Figgis : Sera
- 1996 : Réactions en chaîne (The Trigger Effect) de David Koepp : Annie Kay
- 1997 : Le Saint (The Saint) de Phillip Noyce : Dr Emma Russell
- 1997 : Harry dans tous ses états (Deconstructing Harry) de Woody Allen : Fay
- 1998 : Palmetto de Volker Schlöndorff : Mrs Donnelly / Rhea Malroux
- 1998 : La Cité des anges (City of Angels) de Brad Silberling : Femme enceinte (non créditée)
- 1998 : La Cousine Bette (Cousin Bette) de Desmond MacAnuff : Jenny Cadine
- 1999 : Molly de John Duigan : Molly McKay
- 2000 : Hollow Man : L'Homme sans ombre (Hollow Man) de Paul Verhoeven : Linda McKay
- 2002 : Tuck Everlasting de Jay Russell : Narratrice (voix)
- 2002 : Leo de Mehdi Norowzian : Mary Bloom
- 2004 : Mysterious Skin de Gregg Araki : Ellen McCormick
- 2005 : Trouble Jeu (Hide and Seek) de John Polson : Elizabeth
- 2005 : Dreamer de John Gatins : Lily
- 2007 : Gracie de Davis Guggenheim : Lindsay Bowen
- 2007 : First Born de Isaac Webb : Laura
- 2008 : Hamlet 2 de Andrew Fleming : Elle-même
- 2009 : Don McKay de Jake Goldberger : Sonny
- 2009 : Moment of Truth de Jake Goldberger : Sonny
- 2010 : Waking Madison de Katherine Brooks : Dr Elizabeth Barnes
- 2010 : Janie Jones de David M. Rosenthal : Mary Ann Jones
- 2010 : Piranha 3D d'Alexandre Aja : Sheriff Julie Forester
- 2012 : Tous les espoirs sont permis (Hope Springs) de David Frankel : Karen la Barmaid
- 2012 : La Maison au bout de la rue (House at the End of the Street) de Mark Tonderai : Sarah
- 2012 : Chasing Mavericks de Michael Apted et Curtis Hanson : Kristy Moriarity
- 2014 : Mauvaises Fréquentations (Behaving Badly) de Tim Garrick : Pamela Bender
- 2017 : Battle of the Sexes de Jonathan Dayton et Valerie Faris : Priscilla Wheelan
- 2018 : Death Wish d'Eli Roth : Lucy Kersey
- 2020 : USS Greyhound : La Bataille de l'Atlantique (Greyhound) d'Aaron Schneider : Eve Krause

### Télévision
- 1984 : Call to Glory de Thomas Carter : Jackie Sarnac
- 1987 : Double Switch de David Greenwalt : Kathy Shelton
- 1989 : Body Wars de Leonard Nimoy : Dr Cynthia Lair (court-métrage pour le parc d'attractions Epcot)
- 1994 : Blind Justice de Richard Spence : Caroline
- 2001 : Amy et Isabelle (Amy & Isabelle) de Lloyd Kramer : Isabelle Goodrow
- 2012-2015 : Les Experts (série télévisée) : Julie Finlay (principale saison 12 dès l'épisode 14, saisons 12 à 15)
- 2019 : The Boys : Madelyn Stillwell
- 2020 : Cobra Kai : Ali Mills
- 2021 : On the Verge de Julie Delpy : Anne
- 2022 : Super Pumped, la face cachée d'Uber (Super Pumped: The Battle for Uber) : Bonnie Kalanick
- 2022 : The Boys présentent : les Diaboliques : Madelyn Stillwell (voix, saison 1 épisode 8)
- 2023 : Gen V : Madelyn Stillwell (caméo, saison 1 épisode 1)

## Distinctions

### Récompenses

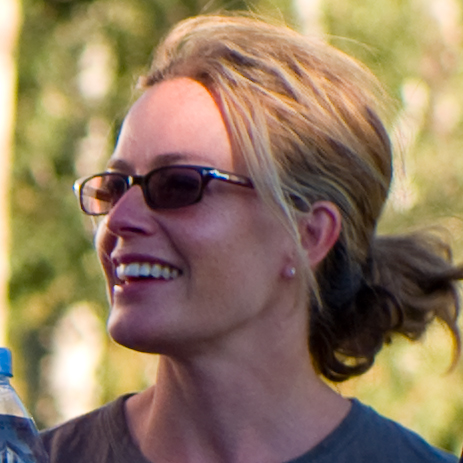
Elisabeth Shue le 11 août 2007.

- 1985 : Young Artist Awards de la meilleure jeune actrice dans un second rôle dans un drame d'action pour Karaté Kid (The Karate Kid) (1984).
- 1988 : Festival Paris Cinéma de la meilleure actrice dans une comédie d'aventure pour Nuit de folie (Adventures in Babysitting) (1987).
- 1995 : Awards Circuit Community Awards de la meilleure actrice dans un rôle principal dans un drame romantique pour Leaving Las Vegas (1995).
- Los Angeles Film Critics Association Awards 1995 : Meilleure actrice dans un drame romantique pour Leaving Las Vegas (1995).
- 9e cérémonie des Chicago Film Critics Association Awards 1996 : Meilleure actrice dans un drame romantique pour Leaving Las Vegas (1995).
- 1996 : Dallas-Fort Worth Film Critics Association Awards de la meilleure actrice dans un drame romantique pour Leaving Las Vegas (1995).
- 1996 : Film Independent's Spirit Awards de la meilleure actrice dans un drame romantique pour Leaving Las Vegas (1995).
- 1996 : National Society of Film Critics Awards de la meilleure actrice dans un drame romantique pour Leaving Las Vegas (1995).

### Nominations
- 14e cérémonie des Saturn Awards 1987 : Meilleure actrice dans un film d'horreur pour Link '1986).
- 1988 : Kids' Choice Awards de l'actrice de film préférée dans une comédie d'aventure pour Nuit de folie (Adventures in Babysitting) (1987).
- 61e cérémonie des New York Film Critics Circle Awards 1995 : Meilleure actrice dans un drame romantique pour Leaving Las Vegas (1995).
- 49e cérémonie des British Academy Film Awards 1996 : Meilleure actrice dans un drame romantique pour Leaving Las Vegas (1995).
- 2e cérémonie des Chlotrudis Awards 1996 : Meilleure actrice dans un drame romantique pour Leaving Las Vegas (1995).
- 53e cérémonie des Golden Globes 1996 : Meilleure actrice dans un drame romantique pour Leaving Las Vegas (1995).
- 68e cérémonie des Oscars 1996 : Meilleure actrice dans un drame romantique pour Leaving Las Vegas (1995).
- 2e cérémonie des Screen Actors Guild Awards 1996 : Meilleure actrice dans un premier rôle dans un drame romantique pour Leaving Las Vegas (1995).
- 1998 : Blockbuster Entertainment Awards de l'actrice préférée dans un film d'aventure pour The Saint (1997).
- 2001 : Blockbuster Entertainment Awards de l'actrice préférée dans un film d'action pour The Hollow man (2000).
- 2005 : Teen Choice Award pour la meilleure scène de cri pour Hide & seek (2005).
- 2016 : 20/20 Awards de la meilleure actrice dans un drame romantique pour Leaving Las Vegas (1995).
- 2019 : IGN Summer Movie Awards de la meilleure distribution dans une série télévisée dramatique pour  The Boys (2019) partagée avec Karl Urban, Jack Quaid, Antony Starr, Erin Moriarty, Dominique McElligott, Jessie T. Usher, Laz Alonso, Chace Crawford, Tomer Kapon, Karen Fukuhara et Nathan Mitchell.

## Voix francophones
En France, Rafaèle Moutier et Hélène Bizot sont les voix les plus régulières d'Elisabeth Shue.
En France
| - Rafaèle Moutier dans : - Harry dans tous ses états - Hollow Man : L'Homme sans ombre - Leo (en) - Chasing Mavericks - Cobra Kai (série télévisée) - Hélène Bizot dans : - Piranha 3D - Tous les espoirs sont permis - Death Wish - The Boys (série télévisée) - The Boys présentent : Les Diaboliques (série télévisée d'animation) - Gen V (série télévisée) - Brigitte Berges dans : - Retour vers le futur 2 - Retour vers le futur 3 - First Born (en) - Nathalie Juvet dans : - Nuit de folie - Michèle Buzynski dans : - Réactions en chaîne - Le Saint | - Micky Sébastian dans : - Les Experts (série télévisée) - Battle of the Sexes Et aussi - Amélie Morin dans Karaté Kid - Agathe Mélinand dans Link - Nathalie Régnier dans Cocktail - Valérie Lentzner dans La télé lave plus propre - Martine Irzenski dans Justice aveugle (en) (téléfilm) - Isabelle Ganz dans Palmetto - Virginie Ledieu dans Molly - Marie-Laure Dougnac dans Trouble Jeu - Stéphanie Murat dans Hamlet 2 - Manuela Servais (Belgique) dans La Maison au bout de la rue - Fabienne Rocaboy dans Mauvaises Fréquentations - Laurence Bréheret dans Blunt Talk (série télévisée) - Marianne Basler dans USS Greyhound : La Bataille de l'Atlantique - Marjorie Frantz dans On the Verge (série télévisée) - Nathalie Hugo (Belgique) dans Super Pumped (série télévisée) |

## Anecdotes
- À l'université, elle était une gymnaste accomplie et participait à des compétitions. Cela incita d'ailleurs un ami à lui suggérer de tourner des pubs pour gagner un peu d'argent de poche.
- Au début de sa carrière, elle était nationalement connue comme étant la fille Burger King, ayant tourné dans 20 publicités pour la marque de restauration rapide.
- Son frère William mourut à l'âge de 26 ans, empalé sur un arbre, sous le regard horrifié d'Elisabeth et de ses frères, alors qu'il s'amusait à se balancer sur une corde au-dessus d'une rivière. Ayant beaucoup de mal à s'en remettre, elle accepta le rôle de Jennifer Parker dans Retour vers le futur 2 (1989) sur les conseils de son psychologue, mais le tournage ne lui fit pas oublier la tragédie pour autant.